# Red Shirts

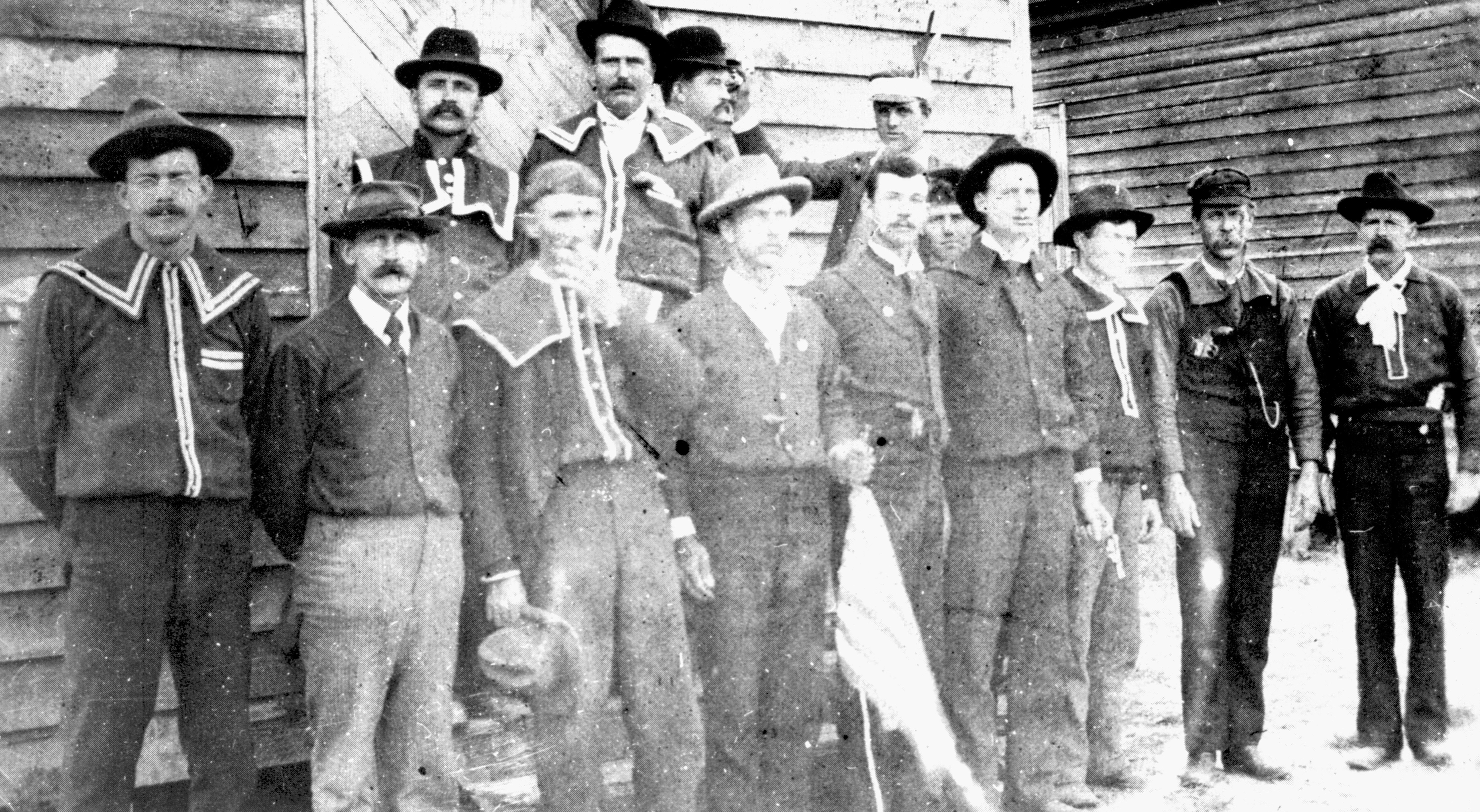
Red Shirts vor einem Wahllokal im Scotland County, North Carolina, am Wahltag, 8. November 1898

Die Red Shirts oder auch Redshirts (engl. für „Rothemden“) oder auch Rough Riders war eine paramilitärische Gruppe weißer Südstaatler, welche in der Reconstruction-Zeit nach dem Sezessionskrieg aktiv war. Die Organisation entstand 1875 in Mississippi, als Miliz-Einheiten der Demokratischen Partei anfingen, rote Hemden zu tragen, um die Mitglieder der Republikanischen Partei einzuschüchtern.
Zu den bekanntesten Red Shirts gehörten die Unterstützer von Wade Hampton III. bei den Gouverneurswahlen in South Carolina 1876 und 1878. Die Red Shirts waren eine von mehreren Paramilitärs – wie beispielsweise die White League in Louisiana – welche aus den Bestrebungen weißer Demokraten entstanden, in den 1870ern die politische Macht im Süden zurückzuerlangen. Diese Organisationen wurden auch als der „bewaffnete Arm der Demokratischen Partei“ bezeichnet.
Die Organisation war zeitweise in terroristische Aktivitäten verwickelt. Im Gegensatz zum Ku-Klux-Klan operierten White League, Red Shirts und ähnliche Gruppen allerdings offen und waren besser organisiert. Sie einte ein Ziel: Die Wiederherstellung der Herrschaft der Demokratischen Partei im Süden durch die Unterdrückung der Republikanischen Partei. Dies geschah für gewöhnlich durch die Unterdrückung der Bürgerrechte und Wahlteilnahme der befreiten Sklaven. Die Red Shirts spielten eine prominente Rolle bei der Einschüchterung von Wählern anderer Parteien als der Demokratischen bei den Wahlen 1876, 1898 und 1900 in North Carolina.

## Ursprung und Symbolik
Laut E. Merton Coulter in The South During Reconstruction wurden die Red Shirts von „Südstaaten-Brigadieren“ in Mississippi gegründet, um ein Gegengewicht zu schwarzen Republikanern zu bilden. Die Organisation unterbrach Parteiveranstaltungen der Republikaner, schüchterte schwarze Führungspersönlichkeiten ein und ermordete sie auch zeitweilig. Auch übten sie Druck aus, um die schwarze Wahlbeteiligung zu drücken.
In South Carolina geschah das erste Auftreten bei einem demokratischen Fackelmarsch in Charleston am 25. August 1876. Es war eine Protestveranstaltung gegen eine Rede des republikanischen Senators Oliver Morton, mit welcher dieser Unterstützung für seine harte Linie bei der Durchsetzung der Reconstruction in South Carolina suchte. Das rote Hemd sollte die rasche Verbreitung symbolisieren. Auch die Angeklagten vom Massaker von Hamburg 1876 trugen bei der Anklageerhebung am 5. September rote Hemden. Martin Gary, der Organisator der demokratischen Wahlkampagne 1876, ließ seine Anhänger auf allen Parteiveranstaltungen in roten Hemden auftreten.
So wurde das rote Hemd zum Symbol des Widerstandes weißer Demokraten gegen die republikanische Herrschaft in South Carolina. Frauen trugen Flanellhemden und fertigten Kleider aus roten Stoff an. Auch war es Mode geworden, rote Haarbänder zu tragen, um die politische Überzeugung zu zeigen. Bei jungen Männern dagegen galt ein rotes Hemd als Zeichen der Wiedergutmachung, weil sie zu jung für den Militärdienst waren und somit nicht zur „Verlorenen Sache“ hatten beitragen können.

## South Carolina
Die Demokraten organisierten Paraden und Aufmärsche in jedem County von South Carolina. Viele der Teilnehmer waren bewaffnet und kamen auf Pferden, alle trugen rote Kleidung. Wenn Wade Hampton oder andere Demokraten Reden hielten, reagierten die Red Shirts enthusiastisch und skandierten Kampagnen-Slogan wie „Hurrah for Hampton“. Die gesamte Veranstaltung wirkte als Einigungs- und Motivationsantrieb für die Anwesenden.
Die Red Shirts wollten die Zuschauer – Schwarze wie Weiße – dahingehend einschüchtern, entweder demokratisch zu wählen oder gar nicht. Die Red Shirts waren, wie auch andere ähnliche Organisationen, vor allem in den Bundesstaaten aktiv, welche eine schwarze Bevölkerungsmehrheit hatten. Sie störten republikanische Parteitreffen, unterbrachen Versammlungen und schüchterten schwarze Wähler bei der Stimmabgabe ein. Viele Schwarze hörten aus Angst auf zu wählen, andere stimmten unter Druck für die Demokraten. Die Red Shirts schreckten aber auch vor Gewaltanwendungen nicht zurück. In den Piedmont-Counties (Aiken, Edgefield & Barnwell) wurden Schwarze, welche wählen gingen, entführt und ausgepeitscht. Einige Anführer wurden auch ermordet. Bei den Präsidentschaftswahlen 1876 stimmten die Demokraten in Edgefield und Laurens County „früh und offen“ ab, Schwarze dagegen wurden vom Wählen abgehalten.
Bewaffnete und berittene Red Shirts begleiteten Hampton bei seiner Tour durch den Staat. Teilweise unterbrachen sie republikanische Treffen, die meiste Zeit über aber blieben sie still im Hintergrund. Manchmal wurde ein Barbecue veranstaltet, zu welchem lokale Republikaner eingeladen wurden, um sie dazu zu bringen, demokratisch zu wählen.
Hampton positionierte sich selbst als Staatsmann, welcher Unterstützung für die Bildung versprach, wie auch den Schutz vor Gewalt, den der Gouverneur Daniel Henry Chamberlain nicht garantieren konnte. Einige wenige Schwarze stimmten für ihn, die Mehrheit blieb jedoch loyal zu den Republikanern. Die Kampagne 1876 war dabei die „turbulenteste in der Geschichte South Carolinas“. Historiker, welche sich gegen die Reconstruction stellten, ermittelten, dass während der Kampagne „mehr als 150 Neger in South Carolina ermordet“ wurden.
Nach den Wahlen am 7. November war der Ausgang zunächst unklar. Sowohl Chamberlain als auch Hampton erklärten sich zum Sieger. Wegen der massiven Unregelmäßigkeiten forderte der republikanische Abgeordnete Edmund Mackey den Ausschluss der demokratischen Mitglieder aus Edgefield und Laurens County aus dem Repräsentantenhaus. Am 3. Dezember marschierten etwa 5000 Red Shirts vor das Parlamentsgebäude, um die Demokraten zu verteidigen. Hampton rief zur Ruhe auf und die Red Shirts zogen ab.
Als Teil des nationalen Kompromisses ordnete Präsident Rutherford B. Hayes am 3. April 1877 den Abzug des Heeres aus South Carolina an. Daraufhin vollendeten die weißen Demokraten ihre Machtübernahme im Bundesstaat. Bei den Gouverneurswahlen 1878 traten die Red Shirts nur noch schwach auf. Hampton wurde ohne organisierten Gegenkandidaten wiedergewählt, mit mehr als 98 % der Stimmen.
Spätere Demokraten aus South Carolina wie Benjamin Tillman und Ellison D. Smith bezeichneten die Beziehungen zu den Red Shirts mit Stolz als ein bona fide für die weiße Vorherrschaft.

## North Carolina

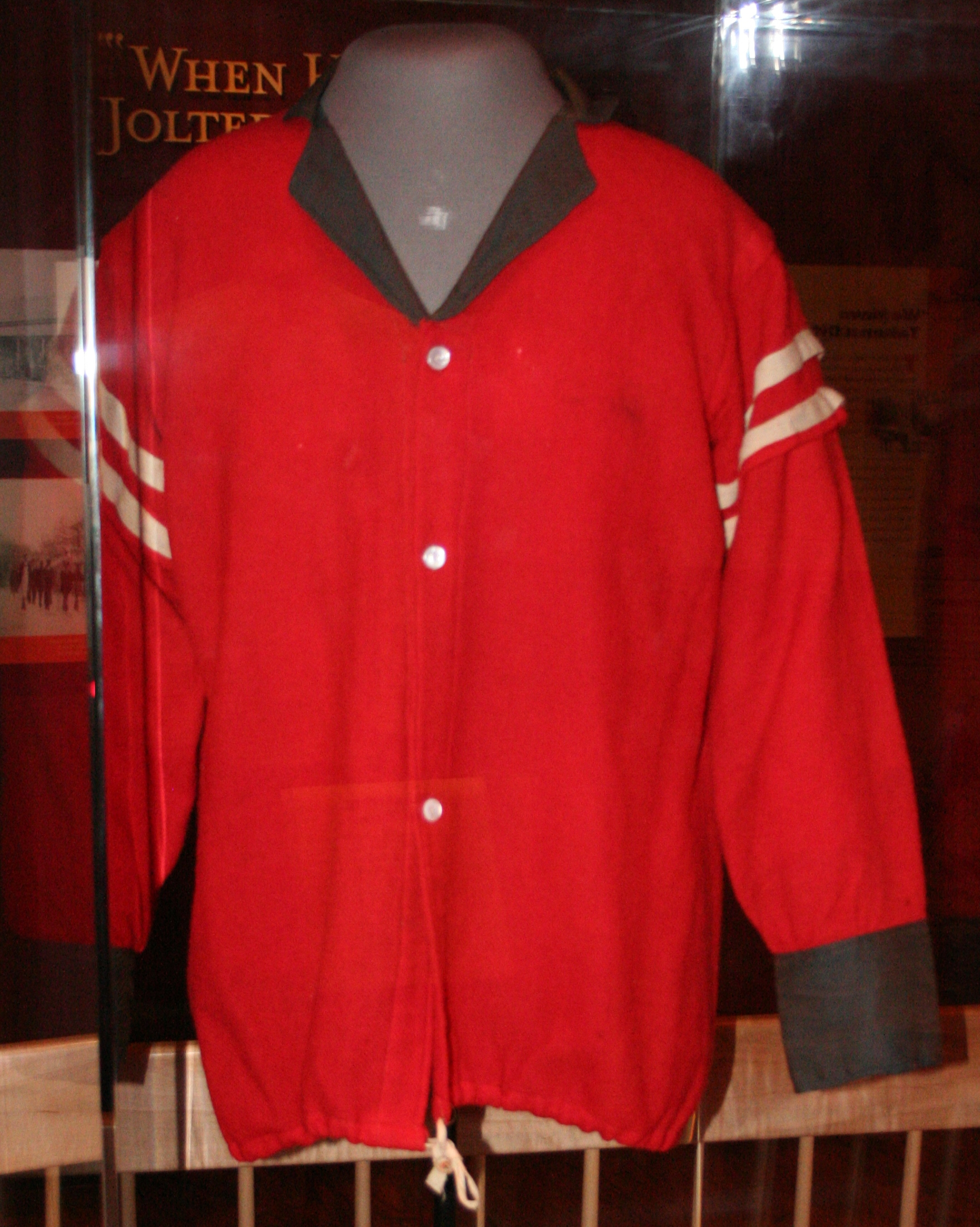
Ein rotes Hemd, wie es bei der Wahl 1898 getragen wurde, im North Carolina Museum of History

Die Red Shirts waren in Raleigh (North Carolina) aktiv und in das Wilmington-Massaker von 1898 verwickelt. Der Raleigh News & Observer berichtete am 4. November 1898:

“The first Red Shirt parade on horseback ever witnessed in Wilmington electrified the people today. It created enthusiasm among the whites and consternation among the Negroes. The whole town turned out to see it. It was an enthusiastic body of men. Otherwise it was quiet and orderly.”

„Die erste Parade der Red Shirts zu Pferde elektrifizierte die Menschen in Wilmington, welche Zeuge wurden. Sie erzeugte Enthusiasmus unter den Weißen und Bestürzung unter den Negern. Die ganze Stadt war gekommen, um sie zu sehen. Es war ein enthusiastischer Männerkörper. Ansonsten war es ruhig und ordentlich.“

Sechs Tage später versuchte eine Gruppe lokaler Männer die Regierung zu stürzen, als die Republikaner die Wahlen zum Bürgermeister und Ratsherrn gewannen. Es war der einzige Staatsstreich in der Geschichte der Vereinigten Staaten.
Die Red Shirts waren Teil einer demokratischen Kampagne gegen die multirassische Koalition von Republikanern und Populisten, welche bei den Wahlen 1894 die Kontrolle übers Parlament erlangte und die Wahl eines Republikaners zum Gouverneur 1896 erreichten. Derartige Koalitionen gab es auch in anderen Staaten im Süden, wo sie die Herrschaft der weißen Demokraten gefährdeten. Weiße aus der Mittel- und Oberschicht fürchteten das Engagement der befreiten Sklaven und der armen Weißen.
Um diese Koalition zu zerstören, nutzten die Demokraten Einschüchterungsmethoden, um die Wahlbeteiligung schwarzer Republikaner zu senken. Deren Erfolg führte zur Rückeroberung des Parlamentes 1896. Dieses verabschiedete neue Gesetze sowie eine Verfassung, welche die meisten Schwarzen und viele arme Weiße ihres Wahlrechts beraubten. Zu den eingeführten Maßnahmen gehörten Wahlsteuern sowie Analphabetismus-Tests.
Zwischen 1896 und 1904 ging die schwarze Wahlbeteiligung auf fast null zurück. Dies ist neben den Wahlsteuern, Analphabetismus-Tests, Wohnungsnachweisen und der Großvaterklausel auch auf neue kompliziertere Wahlregeln zurückzuführen. Weitere Bundesstaaten im Süden folgten, angefangen mit der Verabschiedung einer neuen Verfassung in Mississippi 1890. Um 1900 hatten viele Menschen nach einem Jahrzehnt der weißen Vorherrschaft vergessen, dass es in North Carolina auch eine wachsende schwarze Mittelschicht gab.

### Aufstieg
Aufgrund des politischen Bedeutungsverlustes der Demokraten in North Carolina, beschlossen die Partei wie auch die Red Shirts als Ziel, die absolute Macht wieder zurückzuerlangen. Die Red Shirts ermöglichten dies durch die Einschüchterung der schwarzen Wahlberechtigten, wodurch die schwarzen Stimmen im Bundesstaat praktisch eliminiert wurden. Das erste Auftreten der Organisation war am 21. Oktober 1898 bei einer Demonstration in Fayetteville. Bei dieser hielt auch Benjamin Tillman, ein prominenter Funktionär aus South Carolina, eine Rede. Die Mitglieder der Red Shirts kamen in North Carolina aus allen sozialen Schichten, darunter auch Lehrer, Farmer und Händler sowie einige hochkarätige Mitglieder der Demokratischen Partei. Die Aktivitäten der Red Shirts waren nach der Gründung vorrangig auf die Countys entlang der Grenze zu South Carolina konzentriert.
Viele der ersten Aktivitäten geschahen zu Beginn der White-Supremacy-Bewegung zwischen 1898 und 1900. Diese entwickelte sich nach der Zunahme von Schwarzen in der Staatsregierung zwischen 1894 und 1897. Die „ängstliche und verzweifelte“ Demokratische Partei startete darauf Kampagnen zur Errichtung einer weißen Vorherrschaft, bei welcher die Red Shirts ein wichtiger Partner werden sollten.
Anders als der Ku-Klux-Klan, kooperierten die Red Shirts nur mit der Demokratischen Partei, auch verzichteten ihre Mitglieder darauf, ihre Identität zu verschleiern. Sie wollten im Gegenteil, dass die Bevölkerung von North Carolina und die Gegner der Demokraten im Speziellen wussten, wer sie waren. Nach den Wahlen von 1898, waren sie so zu einem wichtigen politischen Faktor geworden.

### Wahl 1898
Zu Beginn des Red Shirt Terrors fragte der republikanische Senator Jeter Pritchard bei Präsident McKinley nach, ob dieser Beamte des Marshals Service schicken würde, „um den Frieden zu bewahren“. Die Red Shirts nutzten vorrangig gewaltlose Einschüchterungsmethoden, griffen aber manchmal auch auf rohe Gewalt zurück, um Nicht-Demokraten vom Wählen abzuhalten. Als die Einschüchterung zunahm, stiegen die Waffenkäufe durch Schwarze wie Weiße an. Pritchard bemerkte in seinem Brief, dass die Red Shirts in den Counties am aktivsten seien, in denen „farbige Menschen dominieren“, und dass die Organisation vorrangig Schwarze angreife.
Der republikanische Gouverneur Daniel Lindsay Russell bekundete, dass „bewaffnete und gesetzlose“ Männer sich an der Südgrenze festgesetzt hätten und dort für einen Anstieg von Kriminalität und Gewalt verantwortlich seien. Die Red Shirts würden politische Versammlungen von Nicht-Demokraten durch „Drohungen, Einschüchterungen und aktuell Gewalt“ stören. Durch die Einschüchterung gelang es den Red Shirts, viele Menschen davon abzuhalten, sich als Wähler zu registrieren. Russell rief am 26. Oktober alle „unfreundlichen Personen“ dazu auf, ihre „gesetzeswidrigen Handlungen“ zu unterlassen und „den Frieden zu erhalten“. Der Appell wurde von den Red Shirts mit einer Steigerung ihrer Aktivitäten beantwortet.

#### Vor der Wahl
In der Woche vor der Wahl intensivierten die Red Shirts ihre Aktivitäten. Die Bedrohung war so allgegenwärtig, dass viele Redner der Republikaner und der Fusionisten ihre Auftritte absagten. Kurz vor der Wahl am 2. November 1898 berichtete der Morning Star aus Wilmington von einer großen Wahlkampfveranstaltung, bei welcher der mit den Red Shirts in Verbindung stehende Claude Kitchin als wichtiger Redner auftrat. Bei der Veranstaltung kam es auch zu einem Marsch von 1.000 Männern in roten Hemden, welche 10 Meilen in die mehrheitlich von Schwarzen bewohnten Gebiete von Richmond County marschierten. Als Ziel galt, ihre „Bestimmung zu zeigen, sich von der Negerherrschaft zu befreien“. Die Zeitung berichtete weiterhin, dass „viele Neger ihre Namen aus der Registrierliste entfernt“ hätten.

#### Wahltag
Am 8. November 1898 steigerten die Red Shirts nochmals ihre Einschüchterungsmaßnahmen. Sie ritten bewaffnet durch die Wahlbezirke, um Republikaner, Schwarze und Fusionisten von den Wahlurnen fernzuhalten. Die Demokraten gewannen die Wahlen mit einer Mehrheit von 25.000 Stimmen. Eine große Siegesfeier wurde von Josephus Daniels organisiert, zum Gedenken an die Vorherrschaft der weißen Rasse und die „Rettung des Staates vor der Negerherrschaft“.

### Wahlen 1900

#### Vor der Wahl
Die Wahl 1900 unterschied sich von anderen, da sie aufgeteilt war. Eine fand im August statt, die andere wurde im November abgehalten. Die White-Supremacy-Kampagne wurde wiederholt, wobei Slogan wie „Weiße Herrschaft für TarHeels“, „Weiße Vorherrschaft“ oder „Keine Negerherrschaft“ verwendet wurden. Die Red Shirts und die Demokratische Partei wollten ihren Sieg in der August-Wahl durch die Einschüchterung der schwarzen Wähler sichern. Sie erkannten dabei, dass die Anzahl der schwarzen Stimmen abnehmen würden, sollten sie es schaffen „schwarze Anführer zu demoralisieren“. Am Wahltag wurde Abe Middleton, ein prominenter schwarzer Anführer und ehemaliger republikanischer County-Vorsitzender von Duplin County, symbolisch „getötet“. Seine Frau fand einen vorbereiteten Sarg in ihrem Garten. Middleton selbst bezeugte nach der Wahl, dass die Anzahl der Schießereien in der Nähe seines Hauses zugenommen hätten. Während sich Middleton dadurch nicht einschüchtern ließ, bemerkten auch andere Schwarze diese Aktionen und gingen nicht zur Wahl. Die Einschüchterungsmethoden waren so erfolgreich, dass viele Schwarze ihre Häuser verließen und manche von ihnen in die Sümpfe flohen.
Die Red Shirts griffen auch weiterhin weiße Gegner der Demokraten an. Die New York Times berichtete am 2. August, dass die Red Shirts am Tag vor der Wahl eine Rede eines Mr. Teague, dem Redner der Populisten, unterbrochen und seine Redeplattform zerstört wurde. Die Red Shirts erfuhren indirekt Unterstützung durch Mitglieder der Strafverfolgungsbehörden, welche vielerorts dabei versagten, ihre Übergriffe zu verhindern. Als Teague nach Dunn County reiste, wurde er von den Red Shirts entführt und aus der Stadt entfernt. Auch andere prominente Konkurrenten der Demokraten, wie Marion Butler, wurden bei ihren Veranstaltungen durch Würfe mit verrotten Eiern gestört. Aufgrund der zunehmenden Störaktionen, fragte der republikanische Vorsitzende von Johnson County bei Gouverneur Russell nach einer Entsendung von militärischen Einheiten.

#### Wahltag
Am Wahltag waren die Red Shirts weitaus präsenter als noch 1898. Sie erschienen bei den Wahllokalen, bewaffnet zu Pferde und versuchten Schwarze sowie Wähler der Republikaner einzuschüchtern. Der Erfolg dieser Einschüchterung bei den August-Wahlen, zeigte sich letztendlich zum Sieg von Aycock bei den Gouverneurswahlen im November. Das Ergebnis von 186.650 zu 126.296 Stimmen wurde als die „größte Mehrheit“, welche ein Gouverneurskandidat „jemals erreichte“ bezeichnet.
Nach dem Sieg im November, verschwanden die Red Shirts aus der Öffentlichkeit. Grund war die verschiedene Stellung der Mitglieder. Die Red Shirts rekrutierten sich vorrangig aus armen Weißen, während die Demokratische Partei die Interessen der reichen Weißen repräsentierte. Nach der Amtseinführung von Aycock, trennten sich die Wege endgültig und die Sichtbarkeit der Red Shirts nahm kontinuierlich ab.

## Heutige Red Shirts
Die League of the South hat in South Carolina eine besondere Mitgliederkategorie, welche als „Red Shirts“ bekannt ist. Die Red Shirts organisieren Demonstrationen zur Bewahrung der Flagge der Konföderierten Staaten und gegen den Martin Luther King Day. Weiterhin gegen Politiker, welche sie als Scalawags oder Carpetbaggers ansehen, so beispielsweise Lindsey Graham, Bob Inglis und John McCain. Auch halten sie „Prozesse“ gegen Abraham Lincoln und William Tecumseh Sherman ab.
Zu den Zielen der Red Shirts gehört die Durchsetzung von „Gottes Gesetz“ als den akzeptierten „Verhaltensstandard“, die Eliminierung des gesamten „Einflusses und der Kontrolle“ der Bundesregierung und Behörden sowie eine Verringerung des Einflusses der Regierung auf allen Ebenen. Dazu kommt die Unterstützung einer „Südstaaten-Kultur“, welche sich auf „Biblische Wahrheiten“ beruft.